# Mjasiščev M-50
Mjasiščev M-50 (NATO oznaka Bounder) je bil prototip sovjetskega nadzvočnega strateškega bombnika. Izdelan je bil samo en prototip, ki je verjetno prvič poletel leta 1957. Letalo so zasnovali v biroju Mjasiščev.
Visokohitrostni bombnik je imel štiri motorje: dva Dobrinin VD-7 in dva VD-7F turboreaktivna motorja. Dva motorja sta bila nameščena pod krili, dva pa na koncih prirezanih delta kril. 
Drugi M-50 z oznako M-52 je imel turboreaktivne motorje Zubets 16-17. M-52 je bil končan, vendar ni poletel.
Kot veliko projektov nadzvočnih bombnikov v 1960ih, se je tudi program M-50/52 končal zaradi pojava ICBM medkontinentalnih balističnih raket.

## Tehnične specifikacije (M-50A)
- Posadka: 2
- Dolžina: 57,48 m (188 ft 7 in)
- Razpon kril: 35,10 m (115 ft 2 in)
- Višina: 8,25 m (27 ft 1 in)
- Površina kril: 290,6 m2 (3 128 sq ft)
- Prazna teža: 85 000 kg (187 393 lb)
- Gros teža: 175 000 kg (385 809 lb)
- Količina orožja: 30 000 kg v notranjih nosilcih
- Maks. vzletna teža: 200 000 kg (440 925 lb)
- Motorji: 2 × Dobrinin VD-7F turboreaktivna z dodatnim zgorevanjem, 137,29 kN (30 865 lbf) potisk vsak (z dodatnim zgorevanjem) in 2 × Dobrinin VD-7 turboreaktivna brez dodatnega zgorevanja, 110 kN (24 000 lbf) potisk vsak

- Maks. hitrost: 1 950 km/h (1 212 mph; 1 053 kn)
- Potovalna hitrost: 1 500 km/h (932 mph; 810 kn)
- Dolet: 7 400 km (4 598 mi; 3 996 nmi)
- Višina leta (servisna): 16 500 m (54 134 ft)
- Obremenitev kril: 602 kg/m2 (123 lb/sq ft)
- Razmerje potisk/teža: 0,29